# Prunus mugus
Prunus mugus är en rosväxtart som beskrevs av Hand.-mazz.. Prunus mugus ingår i släktet prunusar, och familjen rosväxter. Inga underarter finns listade i Catalogue of Life.